# Schizostachyum bamban
Schizostachyum bamban är en gräsart som beskrevs av Elizabeth A. Widjaja. Schizostachyum bamban ingår i släktet Schizostachyum och familjen gräs. Inga underarter finns listade i Catalogue of Life.